# سانيبل
سانيبل (بالإنجليزية: Sanibel)‏ هي مدينة أمريكية تقع في ولاية فلوريدا. ويبلغ عدد سكانها 6066 نسمة حسب إحصاء سنة 2010 م 6066.